# Сейраван, Яссер
Яссер (Ясер) Се́йраван (англ. Yasser Seirawan, араб. ياسر سيروان‎; р. 24 марта 1960, Дамаск, Сирия) — американский шахматист сирийского происхождения, гроссмейстер (1980), четырёхкратный чемпион США (1981, 1986, 1989, 2000). Заслуженный тренер ФИДЕ (2004).

## Биография
В 1967 году семья Сейравана эмигрировала из Сирии в США (Сиэтл), где Яссер пошёл в престижную школу имени королевы Анны. Сейраван познакомился с правилами шахмат только в 12 лет. Однако всего спустя год он выиграл юношеский чемпионат штата Вашингтон, и на него обратил внимание многократный чемпион штата среди взрослых Джеймс МакКормик, который стал тренером юноши. Яссер начал стремительно прогрессировать, с юных лет удивляя окружающих своим серьёзным отношением к игре и удивительной эрудицией. В 1979 году он завоевал звание чемпиона мира среди юношей. Участвовал в Олимпиадах 1980, 1982 и 1986 годов в составе американской команды.
27 апреля 1982 года на турнире в Лондоне, победив чемпиона мира Анатолия Карпова, стал членом символического клуба Михаила Чигорина.
В 1984 году в Лондоне принимал участие в матче с командой СССР в составе команды избранных шахматистов мира.
В 2007 году представил вариант шахмат, созданный в сотрудничестве с Брюсом Харпером под названием шахматы Сейравана. К стандартному набору фигур добавлены две комбинированные: канцлер — комбинированная фигура, сочетающая в себе возможности коня и ладьи, и архиепископ — комбинированная фигура, сочетающая функции коня и слона. Начальная позиция — это позиция стандартных шахмат. Всякий раз, когда игрок перемещает фигуру с ее начальной позиции, одна из дополнительных фигур в руке может быть немедленно помещена на только что освобожденную клетку.

## Книги
Я. Сейраван — автор нескольких книг.

### В русском переводе
- Шахматный учебник. Как играть дебют. М. : Астрель : АСТ, 2007. 247, [2] с. ISBN 978-5-17-045429-7. ISBN 978-5-271-17473-5.
- Шахматный учебник. Как играть эндшпиль. М. : Астрель : АСТ, 2007. 333, [2] с. ISBN 978-5-17-045979-7. ISBN 978-5-271-17669-2.
- Шахматный учебник. Партии-бриллианты. М. : АСТ : Астрель, 2007. 258, [3] с. ISBN 978-5-17-046854-6. ISBN 978-5-271-17791-0.
- Шахматный учебник беспроигрышной игры. М. : АСТ : Астрель, 2007. 186, [2] с. ISBN 978-5-17-045428-0. ISBN 978-5-271-17472-8.
- Шахматный учебник стратегии. М. : Астрель : АСТ, 2007. 253, [1] с. ISBN 978-5-17-046855-3. ISBN 978-5-271-18166-5.
- Шахматный учебник тактики. М. : Астрель : АСТ, 2007. 269, [2] с. ISBN 978-5-17-045-980-3. ISBN 978-5-271-17670-8.

## Вклад в теорию дебютов
Известны атака Сейравана (1.d4 Кf6 2.c4 e6 3.Сg5), его варианты в защите Грюнфельда, защите Каро — Канн, французской защите.

## Изменения рейтинга
| График не отображается по техническим причинам. Чтобы исправить это, воспроизведите график в новом формате, если это возможно. |